# Nekrolog 1513
Nekrolog
◄◄
| ◄
| 1509
| 1510
| 1511
| 1512
| 1513 | 1514 | 1515 | 1516 | 1517 | ► | ►►
Weitere Ereignisse | Allgemeiner Nekrolog 1513
Die Beschreibung der verstorbenen Person sollte so kurz wie möglich gehalten sein und nur deren signifikante Tätigkeit(en) enthalten.
Neue Namen ggf. auch unter dem Geburts- und Sterbedatum, also etwa unter 1. Januar und im Geburts- und Sterbejahr (2024) eintragen (nur bei entsprechender großer Wichtigkeit). Für Beispiele siehe die schon vorhandenen Artikel.
Außerdem über die fünf zuletzt Verstorbenen, zu denen es einen ausreichend guten Artikel für eine Präsentation auf der Hauptseite gibt, nach der todesbedingten Überarbeitung der Artikel ggf. auch unter Wikipedia Diskussion:Hauptseite informieren und sie am besten auch in den anderen Wikipedia-Sprachversionen eintragen. Tipp: Regelmäßig bei news.google.de nach „ist tot“, „gestorben“ oder „verstorben“ suchen.
Wenn eine Person gestorben ist, gibt es viele Seiten zu dieser Person in der Wikipedia, die davon auch betroffen sind und entsprechend aktualisiert werden müssen. Beispiele: Namenübersichtsseite, Geburtsjahr, Geburtsort-Seiten und viele mehr.
Wie finde ich die betroffenen Seiten?
Im Suchfeld auf der linken Seite gibt man den Suchbegriff so ein: „Vorname Nachname“. Dann klickt man auf Volltext und alle Seiten mit entsprechendem Suchtext werden aufgerufen. Hier sieht man dann schnell, wo auch das Todesjahr Sinn macht oder sogar ein Teil des Artikels angepasst werden muss. Auch hilft das „Werkzeug“ auf der linken Seite sehr gut, um solche Seiten aufzufinden: „Links auf diese Seite“. Somit ist die Wikipedia wieder aktuell in allen Bereichen! Hinweis: bei Eintragung der Kategorie „Gestorben JAHR“ wird der Missbrauchsfilter 49 ausgelöst, was jedoch nicht schlimm ist. Siehe: Spezial:Missbrauchsfilter/49
Dies ist eine Liste von im Jahr 1513 verstorbenen bekannten Persönlichkeiten. Die Einträge erfolgen innerhalb der einzelnen Daten alphabetisch sortiert. Tiere sind im Nekrolog für Tiere zu finden.

## Januar
| Tag        | Name              | Beruf, bekannt als                                   | Alter | Beleg |
| ---------- | ----------------- | ---------------------------------------------------- | ----- | ----- |
| 20. Januar | Helena von Moskau | Großfürstin von Litauen und Titularkönigin von Polen | 36    |       |
| 31. Januar | Pedro de Ayala    | spanischer Gesandter in England (um 1500)            |       |       |
| Januar     | Hans Folz         | deutscher Meistersinger                              |       |       |

## Februar
| Tag         | Name                               | Beruf, bekannt als                                                                | Alter | Beleg |
| ----------- | ---------------------------------- | --------------------------------------------------------------------------------- | ----- | ----- |
| 4. Februar  | Philipp von Rosenberg              | Fürstbischof von Speyer                                                           |       |       |
| 12. Februar | François II. d’Orléans-Longueville | Herzog von Longueville                                                            |       |       |
| 20. Februar | Johann I.                          | König von Dänemark, Schweden und Norwegen sowie Herzog von Schleswig und Holstein | 57    |       |
| 21. Februar | Johannes Cuno                      | deutscher Dominikaner und Renaissance-Humanist                                    |       |       |
| 21. Februar | Julius II.                         | Papst (1503–1513)                                                                 | 69    |       |

## März
| Tag      | Name                             | Beruf, bekannt als                                             | Alter | Beleg |
| -------- | -------------------------------- | -------------------------------------------------------------- | ----- | ----- |
| 6. März  | Angelus Rumpler                  | deutscher, christlicher Gelehrter, Geschichtsschreiber und Abt |       |       |
| 10. März | John de Vere, 13. Earl of Oxford | englischer Adliger und Politiker                               | 70    |       |
| 13. März | Korkud                           | osmanischer Prinz, Reichsverweser, Gouverneur                  |       |       |

## April
| Tag       | Name                                  | Beruf, bekannt als                                                                     | Alter | Beleg |
| --------- | ------------------------------------- | -------------------------------------------------------------------------------------- | ----- | ----- |
| 8. April  | Anna von Nassau-Dillenburg            | Herzogin und Regentin von Braunschweig-Lüneburg sowie letzte Gräfin von Katzenelnbogen |       |       |
| 22. April | Pierre I. de Rohan                    | Marschall von Frankreich                                                               |       |       |
| 30. April | Edmund de la Pole, 3. Duke of Suffolk | englischer Adliger                                                                     |       |       |
| April     | Charles de Seyssel                    | Bischof von Genf                                                                       |       |       |

## Mai
| Tag     | Name                                  | Beruf, bekannt als | Alter | Beleg |
| ------- | ------------------------------------- | ------------------ | ----- | ----- |
| 20. Mai | Johann II. von Henneberg-Schleusingen | Fürstabt von Fulda | 73    |       |

## Juni
| Tag     | Name          | Beruf, bekannt als                         | Alter | Beleg |
| ------- | ------------- | ------------------------------------------ | ----- | ----- |
| 6. Juni | Remigius Mans | Lokalheld der Stadt Villingen-Schwenningen |       |       |

## Juli
| Tag      | Name             | Beruf, bekannt als  | Alter | Beleg |
| -------- | ---------------- | ------------------- | ----- | ----- |
| 24. Juli | Johannes Reborch | Augustiner-Chorherr |       |       |

## August
| Tag       | Name                  | Beruf, bekannt als                                                              | Alter | Beleg |
| --------- | --------------------- | ------------------------------------------------------------------------------- | ----- | ----- |
| 3. August | Ernst II. von Sachsen | Erzbischof von Magdeburg (1476–1513); Administrator von Halberstadt (1480–1513) |       |       |

## September
| Tag           | Name                                  | Beruf, bekannt als                                  | Alter | Beleg |
| ------------- | ------------------------------------- | --------------------------------------------------- | ----- | ----- |
| 3. September  | Gerald FitzGerald, 8. Earl of Kildare | 8. Earl of Kildare                                  |       |       |
| 9. September  | Robert Erskine, 4. Lord Erskine       | schottischer Adeliger, 4. Lord Erskine              |       |       |
| 9. September  | John Hay, 2. Lord Hay of Yester       | schottischer Adliger                                |       |       |
| 9. September  | Jakob IV.                             | König von Schottland                                | 40    |       |
| 9. September  | John Maxwell, 4. Lord Maxwell         | schottischer Adeliger                               |       |       |
| 9. September  | George Seton, 3. Lord Seton           | schottischer Peer                                   |       |       |
| 9. September  | Matthew Stewart, 2. Earl of Lennox    | schottischer Adliger                                |       |       |
| 9. September  | Alexander Stuart                      | schottischer Humanist und Erzbischof von St Andrews |       |       |
| 17. September | Johann V.                             | Herzog von Zator                                    |       |       |
| 20. September | Wolfgang Tenk                         | Baumeister der Gotik                                |       |       |

## Oktober
| Tag         | Name                             | Beruf, bekannt als                                | Alter | Beleg |
| ----------- | -------------------------------- | ------------------------------------------------- | ----- | ----- |
| 3. Oktober  | Anton Koberger                   | deutscher Buchdrucker, Verleger und Buchhändler   |       |       |
| 27. Oktober | George Manners, 11. Baron de Ros | englischer Adliger                                |       |       |
| Oktober     | Richard Gramann von Nickenich    | deutscher Philosoph, Diplomat und Rechtsgelehrter |       |       |

## November
| Tag          | Name                      | Beruf, bekannt als                                      | Alter | Beleg |
| ------------ | ------------------------- | ------------------------------------------------------- | ----- | ----- |
| 3. November  | Augustin Olomoucký        | tschechischer Humanist, Schriftsteller und Kunstsammler | 46    |       |
| 19. November | Robert de Guibé           | französischer Kardinal                                  |       |       |
| 23. November | Nicolaus Matz             | Rektor der Universität Freiburg und Domherr in Speyer   |       |       |
| November     | Ulrich III. von Rosenberg | böhmischer Adliger                                      | 42    |       |

## Dezember
| Tag          | Name            | Beruf, bekannt als                                                                      | Alter | Beleg |
| ------------ | --------------- | --------------------------------------------------------------------------------------- | ----- | ----- |
| 11. Dezember | Pinturicchio    | italienischer Maler der Frührenaissance                                                 |       |       |
| 25. Dezember | Johann Amerbach | Drucker und Verleger der Frühdruckzeit/Inkunabelzeit                                    |       |       |
| 27. Dezember | Martin Pollich  | deutscher Philosoph, Mediziner und Theologe, Gründungsrektor der Universität Wittenberg |       |       |

## Datum unbekannt
| Tag | Name                              | Beruf, bekannt als                                                                      | Alter | Beleg |
| --- | --------------------------------- | --------------------------------------------------------------------------------------- | ----- | ----- |
|     | Guy de Blanchefort                | Großmeister des Johanniterordens                                                        |       |       |
|     | Hartwich Brekewoldt               | Ratssekretär der Hansestadt Lübeck                                                      |       |       |
|     | Bartolomeo della Fonte            | italienischer Humanist, Dichter und Übersetzer                                          |       |       |
|     | Kaspar Effinger                   | Schweizer Aristokrat                                                                    |       |       |
|     | Juan de Esquivel                  | spanischer Konquistador                                                                 |       |       |
|     | Ernst von Graben                  | Burggraf und Herr von Sommeregg                                                         |       |       |
|     | Battista Guarino                  | Humanist in Oberitalien                                                                 |       |       |
|     | Heinrich VIII.                    | Graf von Waldeck zu Wildungen                                                           |       |       |
|     | Heinrich Hochreutiner             | Schweizer Kaufmann und Bürgermeister                                                    |       |       |
|     | Johann II.                        | Graf von Nassau-Beilstein                                                               |       |       |
|     | Khedrub Norsang Gyatsho           | tibetischer Gelehrter, Vertreter der Phug-Schule der tibetischen Astronomie             |       |       |
|     | Johannes Knolleisen               | deutscher Theologe, Hochschullehrer, Domherr und Errichter einer Stiftung für Studenten |       |       |
|     | Bastiano Mainardi                 | italienischer Maler                                                                     |       |       |
|     | Thomas Norton                     | englischer Alchemist und Dichter                                                        |       |       |
|     | Andrew Stewart, 1st Lord Avondale | schottischer Adliger                                                                    |       |       |
|     | Anthonius von Werthern            | deutscher Lokalpolitiker                                                                |       |       |
|     | Heinrich Yselin                   | deutscher Bildhauer der Spätgotik                                                       |       |       |